# 스와노세섬

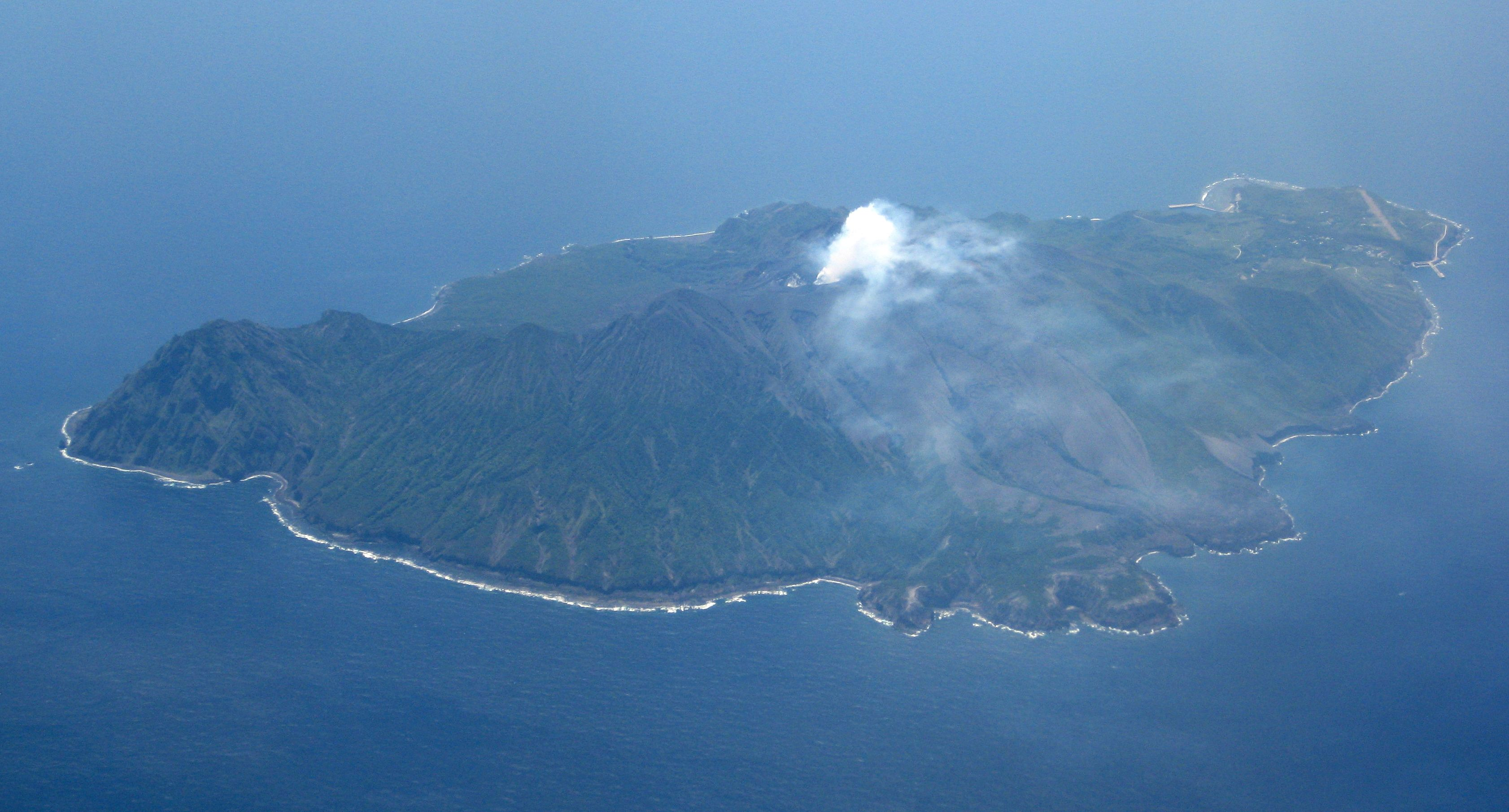
스와노세 섬

스와노세섬(일본어: 諏訪之瀬島)은 일본 가고시마현에 있는 화산섬으로, 성층 화산이다. 이 화산은 활화산으로, 정상에 칼데라가 있다. 지금도 분화하고 있으며, 주로 칼데라 안의 기생화산에서 분화가 일어난다. 매우 활동적이며, 사람들이 선착장을 통해 찾아올 수 있다. 맞은 편에는 오타케 산이 있다.